# Chorvatská válka za nezávislost
Chorvatská válka za nezávislost (v Chorvatsku známa jako Domovinski Rat − Vlastenecká válka, nebo Válka za nezávislost) byla vedena v letech 1991 až 1995 mezi chorvatskými silami loajálními chorvatské vládě – která vyhlásila nezávislost na Jugoslávii (SFRY) – a Srby kontrolované Jugoslávské lidové armádě (JNA) a místními Srby. JNA ukončila své bojové operace v Chorvatsku v roce 1992.
Většina Chorvatů chtěla, aby Chorvatsko Jugoslávii opustilo a stalo se suverénní zemí, zatímco mnoho etnických Srbů žijících v Chorvatsku s podporou Srbska se postavilo proti odtržení a chtělo, aby území nárokovaná Srby byla ve společném státě se Srbskem. Většina Srbů usilovala o nový srbský stát v rámci jugoslávské federace, včetně oblastí Chorvatska a Bosny a Hercegoviny se srbskou většinou nebo významnými menšinami a pokoušela se dobýt co největší část Chorvatska. V referendu z 19. května 1991 se pro nezávislost Chorvatska vyslovilo 94,7 procenta hlasujících. Chorvatsko vyhlásilo nezávislost 25. června 1991, ale souhlasilo s jejím odložením Brionskou deklarací a 8. října 1991 přerušilo všechny zbývající vazby s Jugoslávií.
JNA se zpočátku snažila udržet Chorvatsko v Jugoslávii tím, že celé Chorvatsko obsadí. Poté, co se to nezdařilo, založily srbské síly v Chorvatsku samozvaný protostát - republiku Srbská Krajina (RSK), která začala Balvanovou revoluci. Po příměří v lednu 1992 a mezinárodním uznání Chorvatské republiky jako suverénního státu  byly opevněny přední linie, byly nasazeny Ochranné síly OSN (UNPROFOR) a boje se v následujících třech letech staly převážně přerušovanými. Během té doby RSK zahrnovala 13 913 kilometrů čtverečních (5 372 čtverečních mil), více než čtvrtinu Chorvatska. V roce 1995 Chorvatsko zahájilo dvě velké ofenzivy známé jako Operace Blesk a Operace Bouře. Tyto ofenzivy fakticky ukončily válku v jeho prospěch. Zbývající přechodná autorita Spojených národů pro východní Slavonii, Baranju a západní Sirmium (UNTAES) byla v roce 1998 pokojně reintegrována do Chorvatska.
Válka skončila vítězstvím Chorvatska, protože dosáhlo cílů, které na začátku války vyhlásilo: nezávislost a zachování svých hranic. Přibližně 21–25 % chorvatské ekonomiky bylo zničeno s odhadovanými 37 miliardami USD v poškozené infrastruktuře, ztrátě produkce a nákladech souvisejících s uprchlíky. Ve válce bylo zabito přes 20 000 lidí a uprchlíci byli vysídleni na obou stranách. Srbská a chorvatská vláda spolu začaly postupně spolupracovat, ale napětí přetrvává, částečně kvůli verdiktům Mezinárodního trestního tribunálu pro bývalou Jugoslávii (ICTY) a žalobám podaných každou zemí proti druhé.
Mezinárodní trestní tribunál pro bývalou Jugoslávii (ICTY) v roce 2007 vrátil rozsudek viny nad Milanem Martićem, jedním ze srbských vůdců v Chorvatsku, za to, že se domluvil se Slobodanem Miloševičem a dalšími na vytvoření „jednotného srbského státu“. V letech 2008 až 2012 ICTY stíhal chorvatské generály Anteho Gotovinu, Mladena Markače a Ivana Čermaka za údajnou účast na zločinech souvisejících s operací Bouře. Čermak byl přímo zproštěn obžaloby a odsouzení Gotoviny a Markače bylo později zrušeno odvolacím senátem ICTY. Mezinárodní soudní dvůr zamítl vzájemná tvrzení Chorvatska a Srbska o genocidě v roce 2015. Soud znovu potvrdil, že do určité míry došlo ke zločinům proti civilistům, ale rozhodl, že konkrétní genocidní záměr nebyl přítomen.
K významným bitvám patří dobytí Vukovaru (srbské vítězství) a obléhání Dubrovníku (chorvatské vítězství). Materiální škody, především v oblasti Slavonie, byly ohromné a celá města byla zpustošena. Těžce poškozen byl právě Vukovar, dále rozsáhlá poškození Osijeku, který bombardovalo jugoslávské letectvo. 

## Pozadí

### Politické změny v Jugoslávii
V 70. letech se jugoslávský socialistický režim silně rozštěpil na liberálně-decentralistickou nacionalistickou frakci vedenou Chorvatskem a Slovinskem, která podporovala decentralizovanou federaci s cílem poskytnout větší autonomii Chorvatsku a Slovinsku, oproti konzervativně-centralistické nacionalistické frakci v čele se Srbskem, která podporovala centralizovanou federaci k zajištění zájmů Srbska a Srbů v celé Jugoslávii – protože byli největší etnickou skupinou v zemi jako celku. V letech 1967 až 1972 v Chorvatsku a v letech 1968 a 1981 protesty v Kosovu způsobily nacionalistické doktríny a činy etnické napětí, které destabilizovalo Jugoslávii. Má se za to, že potlačení nacionalistů státem mělo za následek identifikaci chorvatského nacionalismu jako primární alternativy ke komunismu samotnému a učinilo z něj silné podzemní hnutí.
V Jugoslávii se objevila krize s oslabením komunistických států ve východní Evropě ke konci studené války, což symbolizoval pád Berlínské zdi v roce 1989. V Chorvatsku regionální pobočka Svazu komunistů Jugoslávie, svaz komunistů Chorvatska, ztratila svou ideologickou sílu. Slovinsko a Chorvatsko prosazovaly decentralizaci. SR Srbsko v čele se Slobodanem Miloševičem se drželo centralismu a vlády jedné strany a následně fakticky ukončilo autonomii autonomních provincií Kosovo a Vojvodina do března 1989 a převzalo velení nad jejich hlasy v jugoslávském federálním předsednictvu. Nacionalistické myšlenky začaly získávat vliv v řadách stále vládnoucího Svazu komunistů, zatímco Miloševićovy projevy, zejména projev na Gazimestanu z roku 1989, ve kterém hovořil o „bitvách a hádkách“, podporovaly pokračování jednotného jugoslávského státu – státu, ve kterém by byla všechna moc nadále centralizována v Bělehradě.
Na podzim roku 1989 tlačila srbská vláda na chorvatskou vládu, aby povolila sérii srbských nacionalistických shromáždění v zemi, a srbská média a různí srbští intelektuálové již začali označovat chorvatské vedení jako „ustašovské“ a začali zmiňovat se o genocidě a dalších zločinech spáchaných Ustašovci v letech 1941 až 1945. Srbské politické vedení tuto rétoriku schválilo a obvinilo chorvatské vedení, že je „slepě nacionalistické“, když se proti tomu postavilo.
Po dokončení protibyrokratické revoluce ve Vojvodině, Kosovu a Černé Hoře získalo Srbsko v roce 1991 čtyři z osmi federálních prezidentských hlasů, což učinilo řídící orgán neúčinným, protože ostatní republiky protestovaly a volaly po reformě federace. V roce 1989 byly povoleny politické strany a řada z nich vznikla, včetně Chorvatského demokratického společenství (chorvatsky: Hrvatska demokratska zajednica, HDZ), vědeného Franjo Tuđmanem, který se později stal prvním prezidentem Chorvatska. Tuđman kandidoval na nacionalistické platformě s programem „národního usmíření“ mezi chorvatskými komunisty a bývalými ustašovci (fašisty), což byla klíčová součástí politického programu jeho strany. V souladu s tím také zapojil bývalé ustašovské členy do stranického a státního aparátu.
V lednu 1990 se Svaz komunistů rozešel na etnických liniích, přičemž chorvatská a slovinská frakce na 14. mimořádném kongresu požadovaly volnější federaci. Srbští delegáti na kongresu obvinili chorvatské a slovinské delegáty z „podpory separatismu, terorismu a genocidy v Kosovu“. Chorvatské a slovinské delegace, včetně většiny členů z řad etnických Srbů, nakonec na protest odešly poté, co srbští delegáti odmítli každý navrhovaný dodatek.

Srbský prezident Slobodan Milošević obhajoval začlenění Srby nárokovaných území v Chorvatsku do společného státu se Srbskem.

Chorvatský prezident Franjo Tuđman obhajoval, aby se Chorvatsko stalo na Jugoslávii nezávislým.

Leden 1990 také znamenal začátek soudních případů, které byly předkládány jugoslávskému ústavnímu soudu ve věci odtržení. Prvním byl případ slovinských ústavních změn poté, co si Slovinsko nárokovalo právo na jednostranné odtržení na základě práva na sebeurčení. Ústavní soud rozhodl, že odtržení od federace je povoleno pouze v případě jednomyslné dohody jugoslávských republik a autonomních provincií. Ústavní soud poznamenal, že část I Ústavy z roku 1974 základních principů ústavy určila, že sebeurčení včetně secese „patří národům Jugoslávie a jejich socialistickým republikám“. Otázka odtržení Kosova byla řešena v květnu 1991 soudem, který tvrdil, že právo na odtržení mají „pouze národy Jugoslávie“, Albánci byli považováni za menšinu a nikoli za národ Jugoslávie.
Průzkum z roku 1990 mezi jugoslávskými občany ukázal, že etnická nevraživost existovala v malém měřítku. Ve srovnání s výsledky před 25 lety před ním bylo Chorvatsko republikou s nejvyšším nárůstem etnické vzdálenosti. Dále došlo k výraznému nárůstu etnické vzdálenosti mezi Srby a Černohorci vůči Chorvatům a Slovincům a naopak. Ze všech respondentů 48 % Chorvatů uvedlo, že jejich příslušnost k Jugoslávii je pro ně velmi důležitá.
V únoru 1990 založil Jovan Rašković v Kninu Srbskou demokratickou stranu (SDS), jejíž program měl za cíl změnit regionální rozdělení Chorvatska tak, aby bylo v souladu se zájmy etnických Srbů. Prominentní členové vlády RSK, včetně Milana Babiće a Milana Martiće, později dosvědčili, že Bělehrad řídil propagandistickou kampaň zobrazující Srby v Chorvatsku jako ohrožené genocidou chorvatskou většinou. 4. března 1990 se 50 000 Srbů shromáždilo u Petrovy hory a provolávalo negativní poznámky namířené na Tuđmana, skandovalo „Toto je Srbsko“ a vyjadřovalo podporu Miloševićovi.
První svobodné volby v Chorvatsku a Slovinsku byly naplánovány o několik měsíců později. První kolo voleb v Chorvatsku se konalo 22. dubna a druhé kolo 6. května. HDZ založilo svou kampaň na větší suverenitě (nakonec úplné nezávislosti) pro Chorvatsko, což podněcovalo mezi Chorvaty pocit, že „pouze HDZ může chránit Chorvatsko před aspiracemi Miloševiće na Velké Srbsko“. Ve volbách zvítězila v průzkumu (následovali ji reformovaní komunisté Ivici Račana, Sociálně demokratická strana Chorvatska) a měla sestavit novou chorvatskou vládu.
Napjatá atmosféra zavládla 13. května 1990, kdy se v Záhřebu na stadionu Maksimir konal fotbalový zápas mezi záhřebským týmem Dinamo a bělehradskou Rudou hvězdou. Hra propukla v násilí mezi chorvatskými a srbskými fanoušky a s policií.
30. května 1990 se konalo první zasedání nového chorvatského parlamentu. Prezident Tuđman oznámil svůj manifest pro novou ústavu (ratifikovanou na konci roku) a množství politických, ekonomických a sociálních změn, zejména do jaké míry budou zaručena práva menšin (hlavně pro Srby). Místní srbští politici se postavili proti nové ústavě. V roce 1991 představovali Chorvati 78,1 % a Srbové 12,2 % z celkového počtu obyvatel Chorvatska, ale tito zastávali nepřiměřený počet úředních míst: 17,7 % jmenovaných úředníků v Chorvatsku, včetně policie, byli Srbové. Ještě větší část těchto funkcí dříve zastávali Srbové v Chorvatsku, což vytvořilo dojem, že Srbové jsou strážci komunistického režimu. Srbská politička a socioložka Vesna Pešić uvádí, že to vyvolalo mezi Chorvaty nespokojenost, ale že to ve skutečnosti nikdy nepodkopalo jejich vlastní dominanci v SR Chorvatsku. Po nástupu HDZ k moci bylo mnoho Srbů zaměstnaných ve veřejném sektoru, zejména policie, propuštěno a nahrazeno Chorvaty. To, v kombinaci s Tuđmanovými poznámkami, tedy „Díky bohu, že moje žena není Židovka nebo Srbka“, byly překrouceny Miloševićovými médii, aby vyvolaly obavy, že jakákoli forma nezávislého Chorvatska bude novým „ustašovským státem“. V jednom případě bělehradská televize ukázala Tuđmana, jak si potřásá rukou s německým kancléřem Helmutem Kohlem (který byl prvním představitelem vlády na světě, co uznal nezávislé Chorvatsko a Slovinsko) a obviňoval ty dva z spiknutí „Čtvrté říše“. Kromě vyhození mnoha Srbů z pozic ve veřejném sektoru bylo dalším problémem mezi Srby žijícími v Chorvatsku veřejné vystavování šachovnice v chorvatském erbu HDZ, které bylo spojeno s fašistickým ustašovským režimem. Šlo o mylnou představu, protože šachovnice měla historii sahající až do 15. století a nebyla totožná s tou, která se používala v nezávislém státě Chorvatsko z dob druhé světové války. Nicméně Tuđmanova xenofobní rétorika a postoj k chorvatským Srbům, stejně jako jeho podpora bývalým ustašovským vůdcům, jen málo zmírnily obavy Srbů.

### Občanské nepokoje a požadavky na autonomii
Bezprostředně po slovinských parlamentních volbách a chorvatských parlamentních volbách v dubnu a květnu 1990 JNA oznámila, že doktrína „všeobecné obrany lidu“ z Titovy éry, ve které každá republika udržovala teritoriální obranné síly (srbochorvatsky Teritorijalna obrana) (TO), bude od nynějška nahrazena centrálně řízeným systémem obrany. Republiky by ztratily svou roli v otázkách obrany a jejich TO by byly odzbrojeny a podřízeny velitelství JNA v Bělehradě, ale nová slovinská vláda jednala rychle, aby si udržela kontrolu nad svou TO. 14. května 1990 byly zbraně TO Chorvatska v chorvatských většinových regionech odebrány JNA, čímž se předešlo možnosti, že Chorvatsko bude mít vlastní zbraně, jak tomu bylo ve Slovinsku. Borisav Jović, zástupce Srbska ve federálním předsednictvu a blízký spojenec Slobodana Miloševiće, tvrdil, že tato akce přišla na příkaz Srbska.
Podle Joviće se 27. června 1990 on a Veljko Kadijević, jugoslávský ministr obrany, setkali a dohodli se, že by je měli, pokud jde o Chorvatsko a Slovinsko, „násilně vyhnat z Jugoslávie tím, že jednoduše vytyčí hranice a prohlásí, že si to způsobili sami svými rozhodnutími“. Podle Joviće, druhý den získal souhlas Miloševiće. Nicméně Kadijević, smíšeného srbsko-chorvatského původu a jugoslávský partyzán za druhé světové války, byl loajální k Jugoslávii a ne Velkému Srbsku; Kadijević věřil, že pokud Slovinsko opustí Jugoslávii, stát by se zhroutil, a proto diskutoval s Jovićem o možném použití JNA k zavedení stanného práva ve Slovinsku, aby se zabránilo tomuto potenciálnímu kolapsu, a byl ochoten vést válku se secesionistickými republikami, aby zabránil jejich odtržení. Kadijević se domníval, že politická krize a etnický konflikt byly způsobeny akcemi cizích vlád, zejména Německa, které obvinil ze snahy rozbít Jugoslávii, aby Německo mohlo uplatnit sféru vlivu na Balkáně. Kadijević považoval Tuđmanovu chorvatskou vládu za inspirovanou fašismem a že Srbové mají právo být chráněni před chorvatskými „ozbrojenými formacemi“.
Po zvolení Tuđmana a HDZ bylo 25. července 1990 v Srbu, severně od Kninu, založeno Srbské shromáždění jako politická reprezentace srbského lidu v Chorvatsku. Srbské shromáždění vyhlásilo „suverenitu a autonomii srbského lidu v Chorvatsku“.
Nová chorvatská vláda realizovala různé politiky, na které se pohlíželo jako na otevřeně nacionalistické a protisrbské povahy, jako je odstranění srbské cyrilice z korespondence ve veřejných úřadech.
V srpnu 1990 se v regionech se značnou srbskou populací, které později vešly ve známost jako Republika srbská Krajina (RSK) (hraničící se západem Bosny a Hercegoviny), konalo neuznané monoetnické referendum o otázce „suverenity a autonomie“ Srbů v Chorvatsku. To byl pokus čelit změnám provedeným v ústavě. Chorvatská vláda vyslala policejní síly na policejní stanice v oblastech obývaných Srby, aby zabavily jejich zbraně. Místní Srbové z jižního chorvatského vnitrozemí, většinou v okolí města Knin, mimo jiné zablokovali silnice do turistických destinací v Dalmácii. Tento incident je známý jako "Balvanová revoluce". O několik let později, během Martićova soudu, Babić tvrdil, že byl Martićem oklamán, aby souhlasil s balvanovou revolucí, a že za ni a celou válku v Chorvatsku nese Martićovu odpovědnost a že ji zorganizoval Bělehrad. Toto prohlášení potvrdil Martić v rozhovoru zveřejněném v roce 1991. Babić potvrdil, že do července 1991 Milošević převzal kontrolu nad Jugoslávskou lidovou armádou (JNA). Chorvatská vláda zareagovala na blokádu silnic tím, že na místo vyslala speciální policejní týmy v helikoptérách, ale byli však zachyceni stíhačkami Jugoslávského letectva a nuceni vrátit se zpět do Záhřebu. Srbové pokáceli borovice nebo použili buldozery k zablokování silnic, aby uzavřeli města jako Knin a Benkovac poblíž pobřeží Jaderského moře. 18. srpna 1990 srbské noviny Večernje novosti tvrdily, že „téměř dva miliony Srbů byly připraveny odjet do Chorvatska bojovat“.
21. prosince 1990 byla obcemi regionů Severní Dalmácie a Lika v jihozápadním Chorvatsku vyhlášena SAO Krajina. Článek 1 Statutu SAO Krajina definoval SAO Krajina jako „formu územní autonomie v rámci Chorvatské republiky“, ve které byla aplikována Ústava Chorvatské republiky, státní zákony a Statut SAO Krajina.
22. prosince 1990 chorvatský parlament ratifikoval novou ústavu, kterou Srbové považovali za odnětí práv, která jim přiznávala socialistická ústava. Ústava definovala Chorvatsko jako „národní stát chorvatského národa a stát příslušníků jiných národů a menšin, kteří jsou jeho občany: Srbů...kteří mají zaručenu rovnost s občany chorvatské národnosti...“
Po Tuđmanových volbách a vnímané hrozbě nové ústavy začali srbští nacionalisté v oblasti Kninské Krajiny podnikat ozbrojené akce proti chorvatským vládním úředníkům. Chorvatský vládní majetek v celém regionu byl stále více kontrolován místními srbskými obcemi nebo nově zřízenou „Srbskou národní radou“. Ta se později stala vládou odtržené Republiky srbská Krajina (RSK).
Poté, co se v lednu 1991 zjistilo, že Martin Špegelj vedl kampaň za získání zbraní na černém trhu, bylo vydáno ultimátum požadující odzbrojení a rozpuštění chorvatských vojenských sil, které jugoslávské úřady považovaly za nezákonné. Chorvatské úřady odmítly vyhovět a jugoslávská armáda šest dní po vydání ultimáta stáhla.
12. března 1991 se vedení armády sešlo s předsednictvem SFRJ ve snaze přesvědčit je, aby vyhlásili výjimečný stav, který by armádě umožnil převzít kontrolu nad zemí. Veljko Kadijević, velitel jugoslávské armády, prohlásil, že došlo ke spiknutí za účelem zničení země a řekl:
| „                                    | Byl vypracován zákeřný plán na zničení Jugoslávie. První fází je občanská válka. Druhá fáze je zahraniční intervence. Poté budou v celé Jugoslávii nastoleny loutkové režimy. | “ |
| — Veljko Kadijević, 12. března 1991. | |   |

Jović tvrdil, že Kadijević a armáda v březnu 1991 podporovali státní převrat jako východisko z krize, ale poté o čtyři dny později změnili názor. Kadijevićova odpověď na to byla, že „Jović lže“. Kadijević tvrdil, že byl pozván na schůzku v březnu 1991 v Jovićově kanceláři, dva dny po obrovských protestech organizovaných Vukem Draškovićem v ulicích Bělehradu, kde Milošević podle Kadijeviće žádal, aby armáda převzala kontrolu nad zemí vojenským převratem. Kadijevićovou zjevnou odpovědí bylo informovat Miloševiće, že takové rozhodnutí nemůže učinit sám, a že žádost projedná s armádními vůdci a později o jejich rozhodnutí informuje Jovićovu kancelář. Kadijević pak řekl, že jejich rozhodnutí bylo proti puči a že o něm písemně informoval Jovićovu kancelář. Jović tvrdil, že takový dokument neexistuje.
Ante Marković popsal, že poté, co zasedání předsednictva nedosáhlo požadovaných výsledků, se s ním Kadijević setkal s navrhovaným státním převratem proti secesionistickým republikám. Během setkání Marković odpověděl Kadijevićovi tím, že řekl, že plán na zatčení Miloševiće selhal. Kadijević odpověděl: "Je to jediný, kdo bojuje za Jugoslávii. Bez něj bychom to nemohli navrhnout." Marković plán odmítl a poté se komunikace mezi Kadijevićem a Markovićem zhroutila.

## Ozbrojené síly

### Srbské síly a jugoslávská lidová armáda

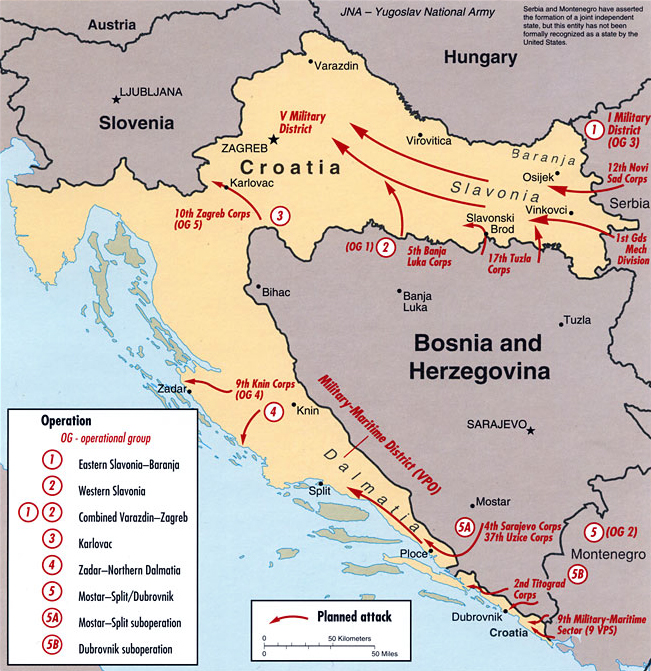
Mapa strategického útočného plánu Jugoslávské lidové armády (JNA) v roce 1991, jak jej interpretovala americká CIA

JNA původně vznikla během druhé světové války, aby vedla partyzánskou válku proti okupačním silám Osy. Úspěch partyzánského hnutí vedl k tomu, že JNA založila velkou část své operační strategie na partyzánské válce, protože její plány obvykle zahrnovaly obranu proti útokům NATO nebo Varšavské smlouvy, kde by jiné typy válčení postavily JNA do poměrně špatné pozice. Tento přístup vedl k udržení systému teritoriální obrany.
Na papíře se JNA jevila jako mocná síla s 2 000 tanky a 300 proudovými letadly (hlavně sovětskými nebo místní výroby). V roce 1991 však byla většina tohoto vybavení stará 30 let, protože síly se skládaly především z tanků T-54/55 a letounů MiG-21. Přesto JNA provozovala kolem 300 tanků M-84 (jugoslávská verze sovětského T-72) a značnou flotilu letounů pro pozemní útoky, jako jsou Soko G-4 Super Galeb a Soko J-22 Orao, jejichž výzbroj zahrnovala řízené střely AGM-65 Maverick. Naproti tomu modernější levné protitankové střely (jako AT-5) a protiletadlové střely (jako SA-14) byly hojné a byly navrženy ke zničení mnohem pokročilejších zbraní. Před válkou měla JNA 169 000 pravidelných vojáků, včetně 70 000 profesionálních důstojníků. Boje ve Slovinsku přinesly velké množství dezercí a armáda reagovala mobilizací srbských záložních jednotek. Přibližně 100 000 se vyhnulo odvodu a noví branci se ukázali jako neúčinná bojová síla. JNA se uchýlila ke spoléhání se na nepravidelné milice. Polovojenské jednotky jako Bílí orli, Srbská garda, Dušan Silni a Srbská dobrovolnická garda, které spáchaly řadu masakrů proti Chorvatům a dalším nesrbským civilistům, byly stále více využívány jugoslávskými a srbskými silami. RSK podporovali i zahraniční bojovníci, většinou z Ruska. S ústupem sil JNA v roce 1992 byly jednotky JNA reorganizovány jako Armáda Republiky srbská Krajina, která byla přímým dědicem organizace JNA, s malým zlepšením. Během jugoslávských válek se mnoho srbských polovojenských jednotek stylizovalo do jednotek Četniků. Vojenské křídlo SRS bylo známé jako „Četnici“ a dostalo výzbroj od Jugoslávské lidové armády (JNA) a srbské policie. Vojislav Šešelj osobně pomáhal vyzbrojovat Srby v Chorvatsku a rekrutoval dobrovolníky v Srbsku a Černé Hoře, přičemž poslal 5 000 mužů do Chorvatska a až 30 000 do Bosny a Hercegoviny.
V roce 1991 důstojnický sbor JNA ovládali Srbové a Černohorci; byli nadměrně zastoupeni v jugoslávských federálních institucích, zejména v armádě. 57,1 % důstojníků JNA byli Srbové, zatímco Srbové tvořili 36,3 % populace Jugoslávie. Podobná struktura byla pozorována již v roce 1981. Přestože tyto dva národy dohromady tvořily 38,8 % populace Jugoslávie, 70 % všech důstojníků a poddůstojníků JNA byli buď Srbové, nebo Černohorci. V červenci 1991 dostala JNA pokyn „z armády zcela odstranit Chorvaty a Slovince“, z nichž většina již začala masově dezertovat.

### Chorvatské síly

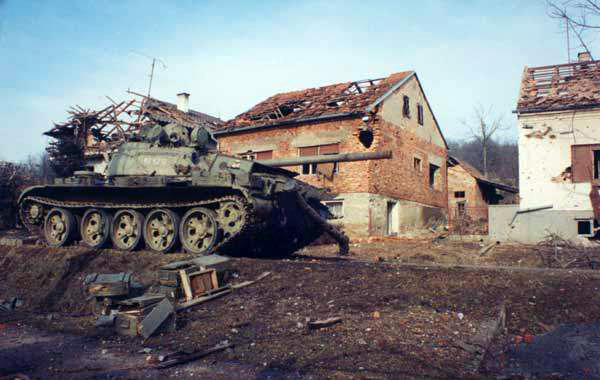
Chorvatská armáda zmírnila svůj nedostatek vybavení obsazením kasáren JNA v bitvě o kasárna.

Chorvatská armáda byla v mnohem horším stavu než ta srbská. V raných fázích války nedostatek vojenských jednotek znamenal, že hlavní nápor bojů převezme chorvatská policie. Chorvatská národní garda (Zbor narodne garde), nová chorvatská armáda, byla zformována 11. dubna 1991 a postupně se v roce 1993 vyvinula v Chorvatskou armádu (Hrvatska vojska). Chorvatská armáda měla jen hrstku tanků, včetně přebytečných vozidel z druhé světové války, jako je T-34, a její letectvo bylo v ještě horším stavu, skládající se pouze z několika dvouplošníků Antonov An-2, které byly upraveny na shazování provizorních bomb. Války se účastnilo několik polovojenských formací, z nichž největší byly Chorvatské obranné síly (HOS), vojenské křídlo krajně pravicové Chorvatské strany práv, přičemž Dobroslav Paraga sloužil jako vrchní velitel. Na počátku války zorganizoval Tomislav Merčep prvních 2000 dobrovolníků na chorvatské straně; jednotky pod jeho velením byly zodpovědné za zvěrstva vůči srbským civilistům.
V srpnu 1991 měla chorvatská armáda méně než 20 brigád. Po zavedení všeobecné mobilizace v říjnu se velikost armády do konce roku rozrostla na 60 brigád a 37 samostatných praporů. V letech 1991 a 1992 Chorvatsko podporovalo také 456 zahraničních bojovníků, včetně Britů (139), Francouzů (69) a Němců (55). Zabavení kasáren JNA mezi zářím a prosincem pomohlo zmírnit nedostatek chorvatského vybavení. Do roku 1995 se poměr sil výrazně posunul. Srbské síly v Chorvatsku a Bosně a Hercegovině byly schopny postavit odhadem 130 000 vojáků; chorvatská armáda, chorvatská rada obrany (Hrvatsko vijeće obrane) (HVO) a armáda Republiky Bosna a Hercegovina mohly postavit spojenou sílu 250 000 vojáků a 570 tanků.

## Průběh

### 1991: Začátek otevřeného nepřátelství

#### První ozbrojené incidenty

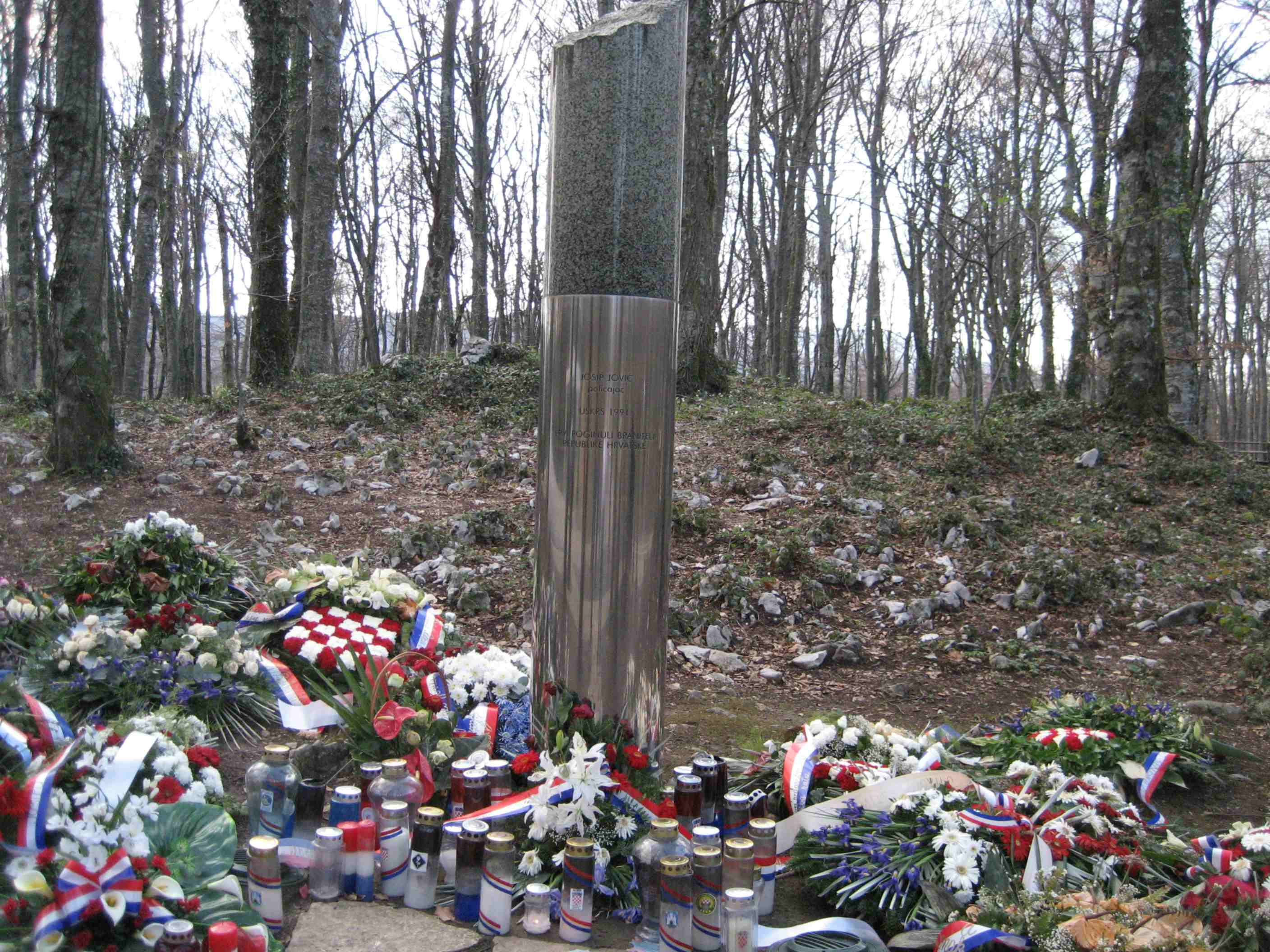
Pomník Josipa Joviće, v Chorvatsku široce vnímaného jako první chorvatskou oběť války, který zemřel během incidentu na Plitvických jezerech

Etnická nenávist rostla, když různé incidenty poháněly propagandistické stroje na obou stranách. Jeden z nejvyšších krajinských vůdců Milan Martić během svého svědectví před ICTY prohlásil, že srbská strana začala první používat sílu.
Konflikt přerostl v ozbrojené incidenty v oblastech obývaných většinou Srby. Srbové zaútočili na chorvatské policejní jednotky v Pakraci na začátku března, zatímco Josip Jović je uváděn jako první policista zabitý srbskými silami během války za incidentu na Plitvických jezerech koncem března 1991.
V březnu a dubnu 1991 začali Srbové v Chorvatsku podnikat kroky k odtržení od tohoto území. Je otázkou debaty, do jaké míry byl tento krok motivován lokálně a do jaké míry byla zapojena srbská vláda vedená Miloševičem. V každém případě byla vyhlášena SAO Krajina, která se skládala z jakéhokoli chorvatského území s podstatnou srbskou populací. Chorvatská vláda považovala tento krok za vzpouru.
Od začátku balvanové revoluce do konce dubna 1991 bylo zaznamenáno téměř 200 incidentů s použitím výbušných zařízení a 89 útoků na chorvatskou policii. Chorvatské ministerstvo vnitra začalo vyzbrojovat stále větší počet speciálních policejních jednotek, což vedlo k vybudování skutečné armády. 9. dubna 1991 nařídil chorvatský prezident Tuđman, aby byly speciální policejní síly přejmenovány na Chorvatskou národní gardu; to znamená vytvoření samostatné chorvatské armády.
Mezi významné střety z tohoto období patřilo obléhání Kijeva, kde bylo ve vnitrodalmatské vesnici Kijevo obklíčeno přes tisíc lidí, a zabíjení v Borovo Selo, kde chorvatští policisté napadli srbské polovojenské jednotky ve východní slavonské vesnici Borovo a utrpěli dvanáct obětí. Násilí zachvátilo východní slavonské vesnice: v Tovarniku byl 2. května srbskými polovojenskými jednotkami zabit chorvatský policista, zatímco v Sotinu byl 5. května zabit srbský civilista, když byl zachycen v křížové palbě mezi srbskými a chorvatskými polovojenskými jednotkami. 6. května 1991 protest ve Splitu proti obléhání Kijeva u velitelství námořnictva ve Splitu skončil smrtí vojáka Jugoslávské lidové armády.
15. května se měl stát předsedou rotujícího předsednictví Jugoslávie Chorvat Stjepan Mesić. Srbsko s pomocí Kosova, Černé Hory a Vojvodiny, jejichž prezidentské hlasy byly v té době pod srbskou kontrolou, zablokovalo jmenování, které bylo jinak považováno za převážně slavnostní. Tento manévr technicky způsobil, že Jugoslávie zůstala bez hlavy státu a bez vrchního velitele. O dva dny později se opakovaný pokus o hlasování o této otázce nezdařil. Ante Marković, předseda vlády Jugoslávie v té době, navrhl jmenovat skupinu, která by měla prezidentské pravomoci. Bezprostředně nebylo jasné, kdo budou členové skupiny kromě ministra obrany Veljka Kadijeviće, ani kdo obsadí pozici vrchního velitele JNA. Tento krok Chorvatsko rychle odmítlo jako protiústavní. Krize byla vyřešena po šestitýdenní patové situaci a Mesić byl zvolen prezidentem — první nekomunista, který se po desetiletích stal jugoslávskou hlavou státu.
V průběhu tohoto období byla federální armáda, JNA a místní jednotky územní obrany nadále vedeny federálními orgány řízenými Miloševičem. Helsinki Watch oznámily, že úřady Srbské Krajiny popravily Srby, kteří byli ochotni dosáhnout dohody s chorvatskými úřady.

#### Vyhlášení nezávislosti
19. května 1991 uspořádaly chorvatské úřady referendum o nezávislosti s možností zůstat v Jugoslávii jako volnější unii. Srbské místní úřady vydaly výzvy k bojkotu, které chorvatští Srbové z velké části následovali. Referendum prošlo s 94 % pro.
Nové chorvatské vojenské jednotky uspořádaly 28. května 1991 vojenskou přehlídku na Stadionu Kranjčevićeva v Záhřebu.
Chorvatský parlament vyhlásil nezávislost Chorvatska a 25. června 1991 rozpustil jeho spojení s Jugoslávií. Rozhodnutí chorvatského parlamentu bylo částečně bojkotováno levicovými poslanci. Evropské společenství a Konference o bezpečnosti a spolupráci v Evropě naléhaly na chorvatské orgány, aby na toto rozhodnutí uvalily tříměsíční moratorium.
Jugoslávská vláda reagovala na prohlášení nezávislosti Chorvatska a Slovinska jugoslávským premiérem Ante Markovićem, který prohlásil odtržení za nezákonné a v rozporu s ústavou Jugoslávie, a podpořila JNA podnikající kroky k zajištění integrální jednoty Jugoslávie.
V červnu a červenci 1991 došlo k rychlému ukončení krátkého ozbrojeného konfliktu ve Slovinsku, částečně kvůli etnické homogenitě obyvatelstva Slovinska. Později vyšlo najevo, že vojenský úder proti Slovinsku, následovaný plánovaným stažením, vymysleli Slobodan Milošević a Borisav Jović, tehdejší prezident předsednictva SFR Jugoslávie. Jović zveřejnil svůj deník obsahující informace a zopakoval je ve své výpovědi v procesu s Miloševičem u ICTY.
Chorvatsko souhlasilo s Brionskou deklarací, která zahrnovala zmrazení jeho prohlášení nezávislosti na tři měsíce, což trochu uvolnilo napětí.

#### Eskalace konfliktu
V červenci, ve snaze zachránit to, co zbylo z Jugoslávie, byly jednotky JNA zapojeny do operací proti převážně chorvatským oblastem. V červenci zahájily jednotky územní obrany vedené Srby svůj postup na dalmatské pobřežní oblasti v operaci pobřeží-91. Začátkem srpna byla velká území Banoviny obsazena srbskými silami.
Se zahájením vojenských operací v Chorvatsku začali Chorvati a řada srbských branců masově dezertovat z JNA, podobně jako se to stalo ve Slovinsku. Albánci a Makedonci začali hledat způsob, jak legálně opustit JNA nebo sloužit svému odvodu v Makedonii; tyto přesuny dále homogenizovaly etnické složení jednotek JNA v Chorvatsku nebo v jeho blízkosti.
Měsíc poté, co Chorvatsko vyhlásilo svou nezávislost, držela jugoslávská armáda a další srbské síly něco méně než jednu třetinu chorvatského území, většinou v oblastech s převážně etnickým srbským obyvatelstvem. Vojenská strategie JNA se částečně skládala z rozsáhlého ostřelování, občas bez ohledu na přítomnost civilistů. Jak válka postupovala, města Dubrovník, Gospić, Šibenik, Zadar, Karlovac, Sisak, Slavonski Brod, Osijek, Vinkovci a Vukovar se všechna dostala pod útok jugoslávských sil. Organizace spojených národů (OSN) uvalila zbrojní embargo; což neovlivnilo srbskojugoslávské síly významně. Zatímco měli k dispozici arzenál JNA, nové chorvatské armádě to způsobilo vážné potíž. Chorvatská vláda začala pašovat zbraně přes své hranice.
| „                                                                                       | Brzy ovládneme Petrinju, Karlovac a Zadar, protože se ukázalo, že je v našem zájmu i v zájmu armády mít velký přístav. | “ |
| — Milan Martić, 19. srpna 1991, o rozšíření Republiky srbská Krajina na úkor Chorvatska | |   |

V srpnu 1991 začala bitva o Vukovar. Východní Slavonie byla během tohoto období těžce zasažena, počínaje masakrem v Dalji a fronty se rozvíjely kolem Osijeku a Vinkovci souběžně s obklíčením Vukovaru. V září srbské jednotky město Vukovar zcela obklíčily. Chorvatské jednotky, včetně 204. vukovarské brigády, se zabydlely ve městě a držely se proti elitním obrněným a mechanizovaným brigádám JNA, stejně jako srbským polovojenským jednotkám. Vukovar byl téměř úplně zničen; Zničeno bylo 15 000 domů. Někteří etničtí chorvatští civilisté našli úkryt uvnitř města. Ostatní civilisté z oblasti hromadně prchali. Odhady počtu obětí Vukovaru v důsledku obléhání se pohybují od 1 798 do 5 000. Dalších 22 000 bylo z Vukovaru vyhoštěno ihned poté, co bylo město dobyto.
Některé odhady zahrnují 220 000 Chorvatů a 300 000 Srbů vnitřně vysídlených po dobu trvání války v Chorvatsku. V mnoha oblastech bylo velké množství civilistů vytlačeno armádou. Právě v této době poprvé vstoupil do slovníku termín etnické čistky – jehož význam se pohyboval od vystěhování po vraždu.

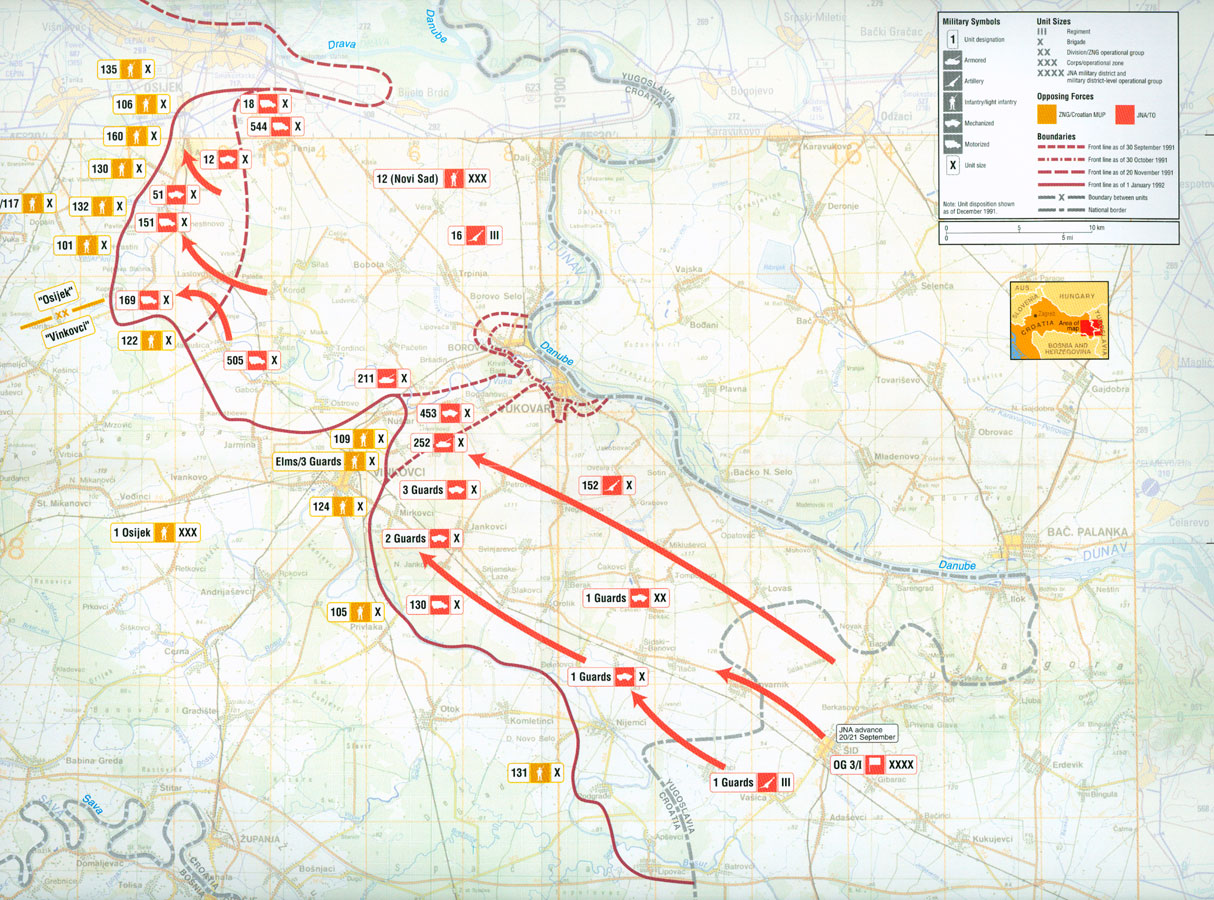
Průlom JNA ve východní Slavonii, září 1991 – leden 1992

3. října jugoslávské námořnictvo obnovilo blokádu hlavních chorvatských přístavů. Tento krok následoval po měsících patové situace pro pozice JNA v Dalmácii a jinde nyní známé jako bitva o kasárna. To se také shodovalo s koncem operace pobřeží-91, ve které JNA nedokázala obsadit pobřeží ve snaze odříznout Dalmácii přístup ke zbytku Chorvatska.
5. října pronesl prezident Tuđman projev, ve kterém vyzval celou populaci k mobilizaci a obraně proti „Velkosrbskému imperialismu“ prováděnému Srby vedenou JNA, srbskými polovojenskými formacemi a povstaleckými srbskými silami. 7. října zaútočilo jugoslávské letectvo na hlavní vládní budovu v Záhřebu, incident označovaný jako bombardování Bánského dvora. Následujícího dne, když vypršelo dříve dohodnuté tříměsíční moratorium k provedení deklarace nezávislosti, chorvatský parlament přerušil všechny zbývající vazby s Jugoslávií. 8. říjen je nyní v Chorvatsku oslavován jako Den nezávislosti. Bombardování vládních úřadů a obléhání Dubrovníku, které začalo v říjnu, byly faktory, které přispěly k sankcím Evropské unie (EU) proti Srbsku. 15. října po dobytí Cavtatu JNA vyhlásili místní Srbové vedení Aco Apoloniem Dubrovnickou republiku. Mezinárodní média se zaměřila na poškození dubrovnického kulturního dědictví; obavy z civilních obětí a klíčové bitvy, jako byla ta ve Vukovaru, byly vytlačeny z veřejného dohledu. Dělostřelecké útoky na Dubrovník nicméně do určité míry poškodily 56 % jeho budov, protože historické opevněné město, které je na seznamu světového dědictví UNESCO, utrpělo 650 zásahů dělostřeleckými střelami.

#### Vrchol války

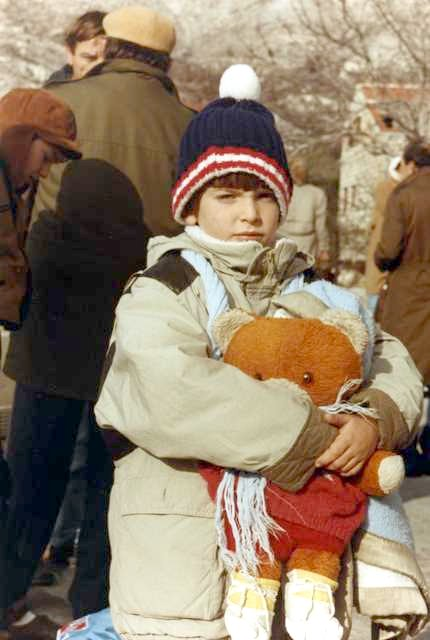
Vnitřně vysídlení Chorvati poblíž Dubrovníku v prosinci 1991

V reakci na postup 5. sboru JNA přes řeku Sávu směrem na Pakrac a dále na sever do západní Slavonie zahájila chorvatská armáda začátkem listopadu 1991 úspěšný protiútok, svou první velkou útočnou operaci války. Operace Otkos 10 (31. října až 4. listopadu) vedla k tomu, že Chorvatsko znovu dobylo oblast mezi pohořím Bilogora a Papuk. Chorvatská armáda v této operaci dobyla zpět přibližně 270 kilometrů čtverečních (100 mil čtverečních) území.
Vukovarský masakr se odehrál v listopadu; přeživší byli transportováni do zajateckých táborů jako Ovčara a Velepromet, přičemž většina skončila v zajateckém táboře Sremska Mitrovica. Trvalé obléhání Vukovaru přitáhlo velkou pozornost mezinárodních médií. Mnoho mezinárodních novinářů bylo ve Vukovaru nebo v jeho blízkosti, stejně jako mírový prostředník OSN Cyrus Vance, který byl ministrem zahraničí bývalého amerického prezidenta Cartera.
Také ve východní Slavonii došlo v říjnu k masakru v Lovasu a k masakru v Erdutu v listopadu 1991, před a po pádu Vukovaru. Ve stejné době došlo v dalmatském vnitrozemí k masakru ve Škabrnji a masakru v Gospići.
| „                                                 | Chorvati se stali uprchlíky ve své vlastní zemi. | “ |
| — Mirko Kovač k 10. výročí konce chorvatské války |                                                  |   |

14. listopadu byla námořní blokáda dalmatských přístavů zasažena civilními loděmi. Konfrontace vyvrcholila bitvou u dalmatských úžin, kdy chorvatské pobřežní a ostrovní dělostřelectvo poškodilo, potopilo nebo zajalo řadu plavidel jugoslávského námořnictva, včetně lodi Mukos PČ 176, později překřtěna na PB 62 Šolta.  Po bitvě byly jugoslávské námořní operace fakticky omezeny na jižní Jadran.
Chorvatské síly učinily další pokroky ve druhé polovině prosince, včetně operace Orkan 91, v průběhu které chorvatská armáda dobyla zpět přibližně 1440 čtverečních kilometrů (560 sq mi) území. Konec operace znamenal konec půlroční fáze intenzivních bojů: zemřelo 10 000 lidí; statisíce uprchly a desítky tisíc domů byly zničeny.

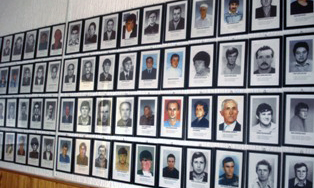
Fotografie obětí masakru v Lovasu

19. prosince, jak intenzita bojů narůstala, získalo Chorvatsko své první diplomatické uznání ze strany západního národa – Islandu –, zatímco srbské autonomní oblasti v Krajině a západní Slavonii se oficiálně prohlásily za Republiku Srbská Krajina. O čtyři dny později uznalo chorvatskou nezávislost Německo. 26. prosince 1991 oznámilo federální předsednictvo ovládané Srby plány na menší Jugoslávii, která by mohla zahrnovat území Chorvatsku zabraná během války.

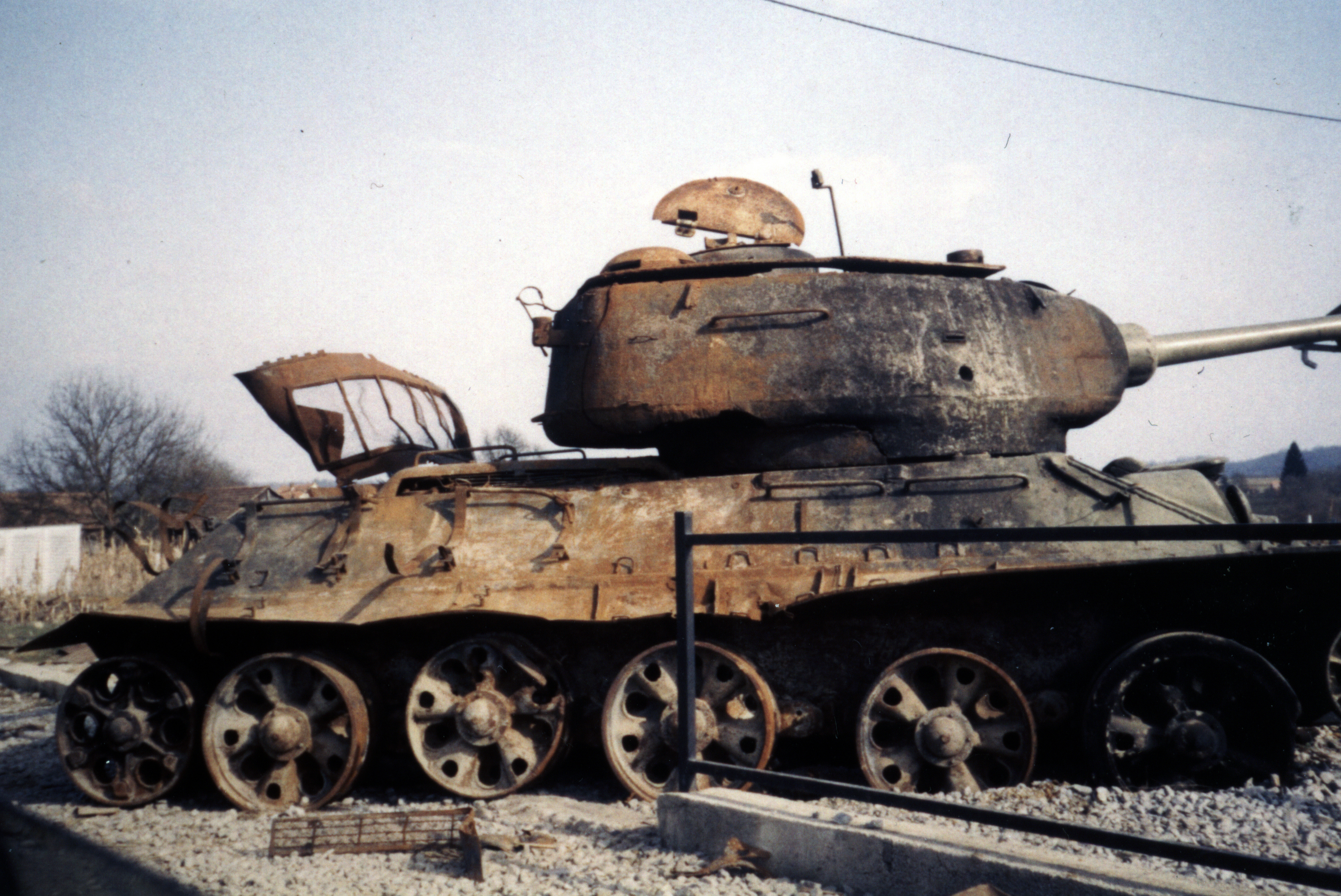
Zničený tank T-34-85 v Karlovaci, 1992

Avšak 21. prosince 1991 byla poprvé ve válce napadena Istrie. Srbské síly zaútočily na letiště u města Vrsar, které se nachází na jihozápadě poloostrova mezi městem Poreč a Rovinj, dvěma MiGy-21 a dvěma letouny G-2 Galeb. Poté jugoslávská letadla kobercově bombardovala vrsarské letiště Crljenka, což mělo za následek dvě oběti. Příměří zprostředkované zahraničními diplomaty bylo často podepisováno a často porušováno. Chorvatsko ztratilo mnoho území, ale rozšířilo chorvatskou armádu ze sedmi brigád, které mělo v době prvního příměří, na 60 brigád a 37 samostatných praporů do 31. prosince 1991.
Arbitrážní komise Mírové konference o Jugoslávii, označovaná také jako Badinterův arbitrážní výbor, byla zřízena Radou ministrů Evropského hospodářského společenství (EHS) dne 27. srpna 1991, aby Konferenci o Jugoslávii poskytovala právní poradenství. Pětičlenná komise se skládala z předsedů ústavních soudů v EHS. Počínaje koncem listopadu 1991 předložil výbor deset stanovisek. Komise mimo jiné uvedla, že SFR Jugoslávie byla v procesu rozkladu a že vnitřní hranice jugoslávských republik nelze měnit, pokud to nebude svobodně dohodnuto.
Faktory ve prospěch zachování předválečných hranic Chorvatskem byly dodatky jugoslávské federální ústavy z roku 1971 a jugoslávské federální ústavy z roku 1974. Dodatky z roku 1971 zavedly koncept, že suverénní práva vykonávaly federální jednotky a že federace měla pouze pravomoc, která na ni byla výslovně přenesena ústavou. Ústava z roku 1974 potvrdila a posílila zásady zavedené v roce 1971. Hranice byly vymezeny demarkačními komisemi v roce 1947 na základě rozhodnutí AVNOJ z let 1943 a 1945 o federálním uspořádání Jugoslávie.

### 1992: Příměří

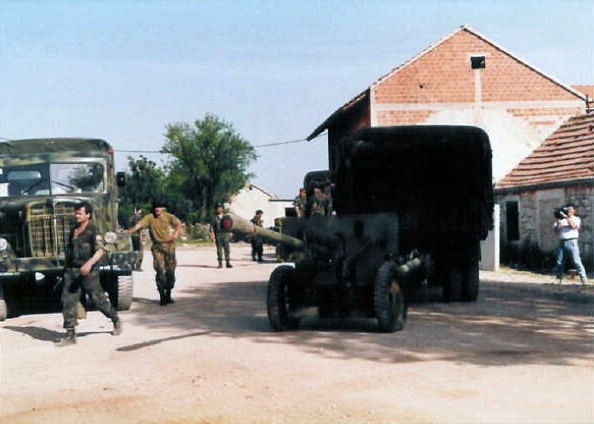
Chorvatští vojáci se zajatým srbským dělem a náklaďákem při incidentu na plošině Miljevci, 21. června 1992

Nové příměří podporované OSN, patnácté během pouhých šesti měsíců, bylo dohodnuto 2. ledna 1992 a vstoupilo v platnost následující den. Tato takzvaná Sarajevská dohoda se stala trvalým příměřím. Chorvatsko bylo oficiálně uznáno Evropským společenstvím 15. ledna 1992. I když se JNA začala stahovat z Chorvatska, včetně Krajiny, RSK si jasně udržela převahu na okupovaných územích díky podpoře ze Srbska. V té době Republika Srbská Krajina zahrnovala 13 913 kilometrů čtverečních (5 372 sq mi) území. Velikost oblasti nezahrnovala dalších 680 kilometrů čtverečních (260 mil čtverečních) okupovaného území poblíž Dubrovníku, protože tato oblast nebyla považována za součást RSK.
Po ukončení série neúspěšných příměří rozmístila OSN v Srby ovládaném Chorvatsku ochranné síly – Ochranné síly OSN (UNPROFOR), aby na dohodu dohlížely a udržovaly ji. UNPROFOR byl oficiálně vytvořen rezolucí Rady bezpečnosti OSN 743 dne 21. února 1992. Válčící strany se většinou přesunuly do zakořeněných pozic a JNA se brzy stáhla z Chorvatska do Bosny a Hercegoviny, kde se očekával nový konflikt. Chorvatsko se stalo členem OSN 22. května 1992, což bylo podmíněno tím, že Chorvatsko změní svou ústavu na ochranu lidských práv menšinových skupin a disidentů. Vyhánění nesrbského civilního obyvatelstva, které zůstalo na okupovaných územích, pokračovalo i přes přítomnost mírových jednotek UNPROFOR a v některých případech i s jednotkami OSN, které byly prakticky narukovány jako spolupachatelé.
Jugoslávská lidová armáda zajala během války v Chorvatsku tisíce zajatců a internovala je v táborech v Srbsku, Bosně a Hercegovině a Černé Hoře. Chorvatské síly také zajaly některé srbské zajatce a obě strany souhlasily s několika výměnami zajatců; většina vězňů byla propuštěna do konce roku 1992. Některé nechvalně známé věznice zahrnovaly tábor Sremska Mitrovica, tábor Stajićevo a tábor Begejci v Srbsku a tábor Morinj v Černé Hoře. Chorvatská armáda také zřídila zadržovací tábory, jako je zajatecký tábor Lora ve Splitu.
Ozbrojený konflikt v Chorvatsku s přestávkami pokračoval v menším měřítku. Došlo k několika menším operací podniknutých chorvatskými silami ulehčit obleženému Dubrovníku a jiných chorvatských měst (Šibenik, Zadar a Gospić) od krajinských sil. Bitvy zahrnovaly incident na plošině Miljevci (mezi Krkou a Drnišem), 21.–22. června 1992,, operaci Jaguar na vrchu Križ u Bibinje a Zadaru 22. května 1992 a sérii vojenských akcí ve vnitrozemí Dubrovníku: Operace Tigar ve dnech 1.–13. července 1992, v Konavle 20–24. září 1992, ve Vlaštici ve dnech 22.–25. září 1992. Po boji u Dubrovníku následovalo stažení JNA z Konavle mezi 30. zářím a 20. říjnem 1992. Poloostrov Prevlaka střežící vstup do Boky Kotorské byl demilitarizován a předán UNPROFOR, zatímco zbytek Konavle byl vrácen chorvatským úřadům.

### 1993: Chorvatský postup
Boje byly obnoveny na začátku roku 1993, kdy chorvatská armáda zahájila 22. ledna operaci Maslenica, útočnou operaci v oblasti Zadaru. Cílem útoku bylo zlepšit strategickou situaci v této oblasti, protože byl zaměřen na městské letiště a most Maslenica, poslední zcela pozemní spojení mezi Záhřebem a městem Zadar až do dobytí oblasti mostu v září 1991. Útok se ukázal jako úspěšný, protože splnil své deklarované cíle, ale za vysokou cenu, protože 114 chorvatských a 490 srbských vojáků bylo zabito v relativně omezeném prostoru operací.

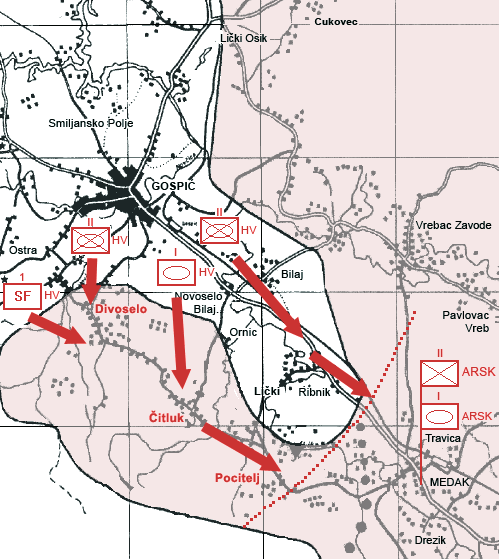
Mapa Operace Medacká kapsa

Zatímco operace Maslenica probíhala, chorvatské síly zaútočily na srbské pozice 130 kilometrů (81 mil) na východ. Postupovali směrem k vodní nádrži Peruća a dobyli ji 28. ledna 1993 krátce poté, co srbští milicionáři zahnali mírové jednotky OSN chránící přehradu. Síly OSN byly na místě přítomny od léta 1992. Zjistily, že Srbové nastražili 35 až 37 tun výbušnin rozmístěných na sedmi různých místech na přehradě způsobem, který zabránil odstranění výbušnin; nálože byly ponechány na místě. Ustupující srbské síly odpálily tři výbušné nálože o celkové hmotnosti 5 tun uvnitř 65 metrů vysoké přehrady ve snaze způsobit její zhoucení a zaplavit oblast po proudu. Neštěstí zabránil Mark Nicholas Gray, plukovník britské Royal Marines, tehdejší poručík, který byl na místě vojenským pozorovatelem OSN. Riskoval, že bude disciplinárně potrestán za to, že jednal nad rámec své pravomoci, snížením hladiny nádrže, která obsahovala 0,54 kubických kilometrů (0,13 krychlových mil) vody, než byla přehrada vyhozena do povětří. Jeho čin zachránil životy 20 000 lidí, kteří by se jinak utopili nebo přišli o domov.
Operace Medacká kapsa se uskutečnila na výběžku jižně od Gospiće od 9. do 17. září. Ofenzivu podnikla chorvatská armáda, aby zastavila srbské dělostřelectvo v oblasti před ostřelováním nedalekého Gospiće. Operace splnila svůj stanovený cíl odstranit dělostřeleckou hrozbu, protože chorvatská vojska obsadila výběžek, ale byla poznamenána válečnými zločiny. ICTY později obvinil chorvatské důstojníky z válečných zločinů. Operace byla zastavena pod mezinárodním tlakem a bylo dosaženo dohody, že chorvatští vojáci se měli stáhnout na pozice držené před 9. zářím, zatímco jednotky OSN měly obsadit výběžek samy. Události, které následovaly, zůstávají kontroverzní, protože kanadské úřady hlásily, že chorvatská armáda bojovala proti postupující kanadské lehké pěchotě kanadské princezny Patricie, než nakonec po 27 obětech ustoupila. Chorvatské ministerstvo obrany a svědectví důstojníků OSN během procesu Ademi-Norac popírají, že k bitvě došlo.
| Etnická skupina | 1991            | 1993          |
| --------------- | --------------- | ------------- |
| Srbové          | 245 800 (52,3%) | 398 900 (92%) |
| Chorvati        | 168 026 (35,8%) | 30 300 (7%)   |
| Ostatní         | 55 895 (11,9%)  | 4 395 (1%)    |
| Celkem          | 469 721         | 433 595       |

18. února 1993 chorvatské úřady podepsaly Daruvarskou dohodu s místními srbskými vůdci v Západní Slavonii. Cílem tajné dohody byla normalizace života místních obyvatel poblíž frontové linie. Nicméně úřady v Kninu se o tom dozvěděly a odpovědné srbské vůdce zatkly. V červnu 1993 začali Srbové hlasovat v referendu o sloučení území Krajiny s Republikou srbskou. Milan Martić, působící jako ministr vnitra RSK, ve svém dopise ze 3. dubna Shromáždění Republiky srbské obhajoval sloučení „dvou srbských států jako první etapu vzniku státu všech Srbů“. 21. ledna 1994 Martić prohlásil, že „urychlí proces sjednocení a předá štafetu všem srbskému vůdci Slobodanu Miloševićovi“, pokud bude zvolen prezidentem RSK.  Tyto záměry byly zpochybněny rezolucí 871 Rady bezpečnosti Organizace spojených národů (BR OSN) z října 1993, kdy UNSC poprvé chránila oblast OSN. Oblasti držené RSK byly nedílnou součástí Chorvatské republiky.
Během let 1992 a 1993 se v Chorvatsku usadilo odhadem 225 000 Chorvatů, stejně jako uprchlíci z Bosny a Hercegoviny a Srbska. Chorvatští dobrovolníci a někteří povolaní vojáci se účastnili války v Bosně a Hercegovině. V září 1992 Chorvatsko přijalo 335 985 uprchlíků z Bosny a Hercegoviny, z nichž většinu tvořili bosenští civilisté (kromě mužů v branném věku). Velký počet uprchlíků výrazně zatěžoval chorvatskou ekonomiku a infrastrukturu. Americký velvyslanec v Chorvatsku Peter Galbraith se pokusil uvést počet muslimských uprchlíků v Chorvatsku do správné perspektivy v rozhovoru z 8. listopadu 1993. Řekl, že situace by se rovnala tomu, že Spojené státy přijmou 30 000 000 uprchlíků.

### 1994: Eroze podpory pro Krajinu

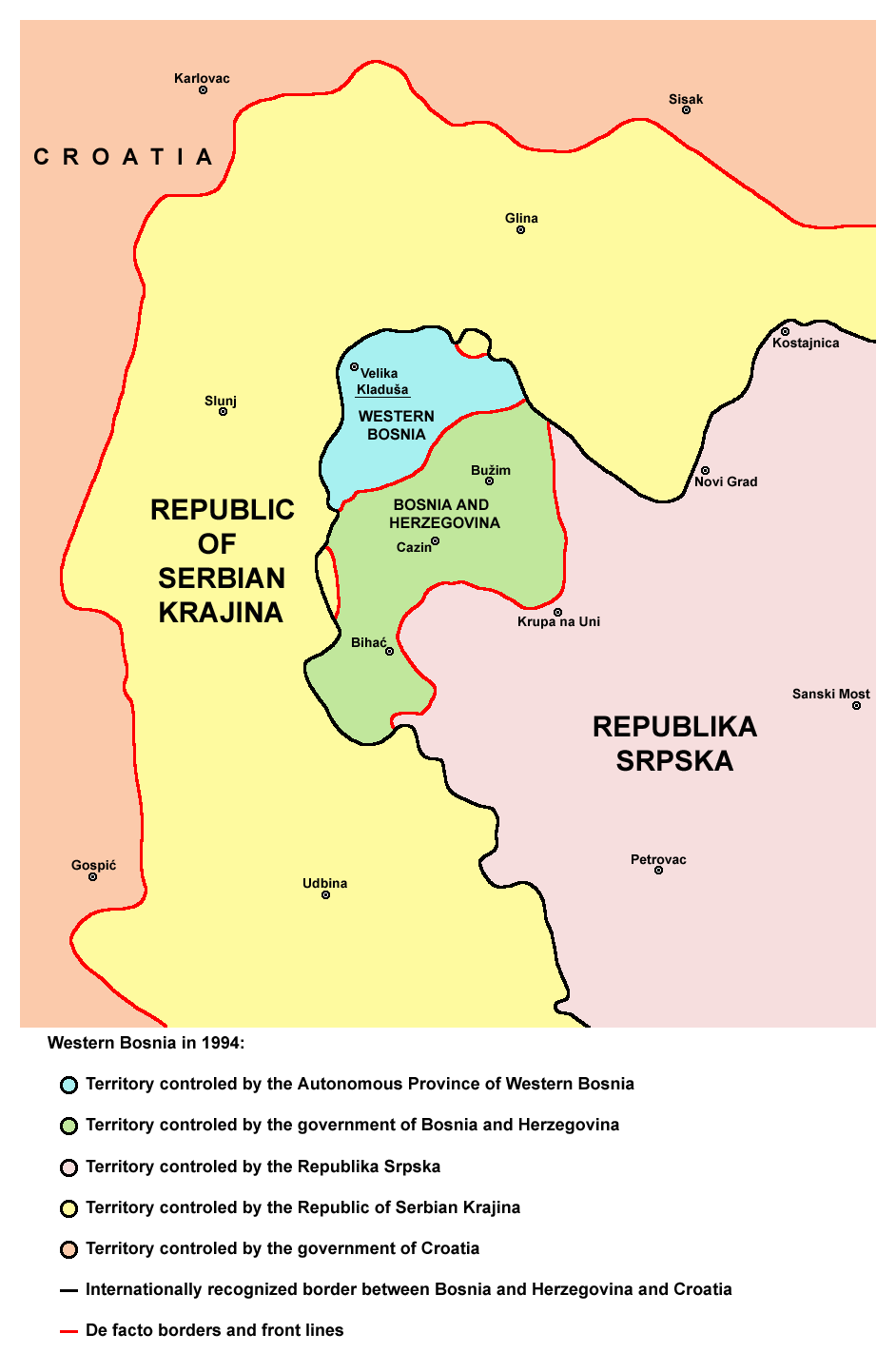
Mapa bihaćské enklávy

V roce 1992 propukla v Bosně a Hercegovině chorvatsko-bosňácká válka, právě když obě strany bojovaly s bosenskými Srby. Válka byla původně vedena mezi Chorvatskou radou obrany a chorvatskými dobrovolnými jednotkami na jedné straně a Armádou Republiky Bosna a Hercegovina (ARBiH) na straně druhé, ale v roce 1994 měla Chorvatská armáda odhadem 3 000 až 5 000 vojáků zapojených do bojů. Pod tlakem Spojených států se válčící strany dohodly na příměří koncem února, po kterém následovalo setkání zástupců Chorvatska, Bosny a bosenských Chorvatů s americkým ministrem zahraničí Warrenem Christopherem ve Washingtonu, D.C. 26. února 1994. 4. března Franjo Tuđman potvrdil vytvoření Federace Bosny a Hercegoviny, aliance mezi bosenskou a chorvatskou armádou proti srbským silám. Došlo tak k demontáži Herceg-Bosny a snížení počtu válčících frakcí v Bosně a Hercegovině ze tří na dvě.
Koncem roku 1994 od 1. do 3. listopadu zasahovala chorvatská armáda v Bosně v rámci operace Cincar u Kupresu a od 29. listopadu do 24. prosince v operaci Zima 94 u Dinary a Livna. Tyto operace byly podniknuty s cílem odvrátit pozornost od obléhání regionu Bihać a přiblížit se k hlavnímu městu RSK Knin ze severu a izolovat jej ze tří stran.
Během této doby probíhala neúspěšná jednání zprostředkovaná OSN mezi chorvatskou vládou a vládou RSK. Projednávané záležitosti zahrnovaly otevření Srby okupované části dálnice Záhřeb–Slavonski Brod u Okučani pro tranzitní dopravu a také domnělý status oblastí s převahou Srbů v Chorvatsku. Dálnice byla původně znovu otevřena na konci roku 1994, ale brzy byla znovu uzavřena kvůli bezpečnostním problémům. Opakované neúspěchy při vyřešení těchto dvou sporů posloužily jako spouštěče velkých chorvatských ofenzív v roce 1995.

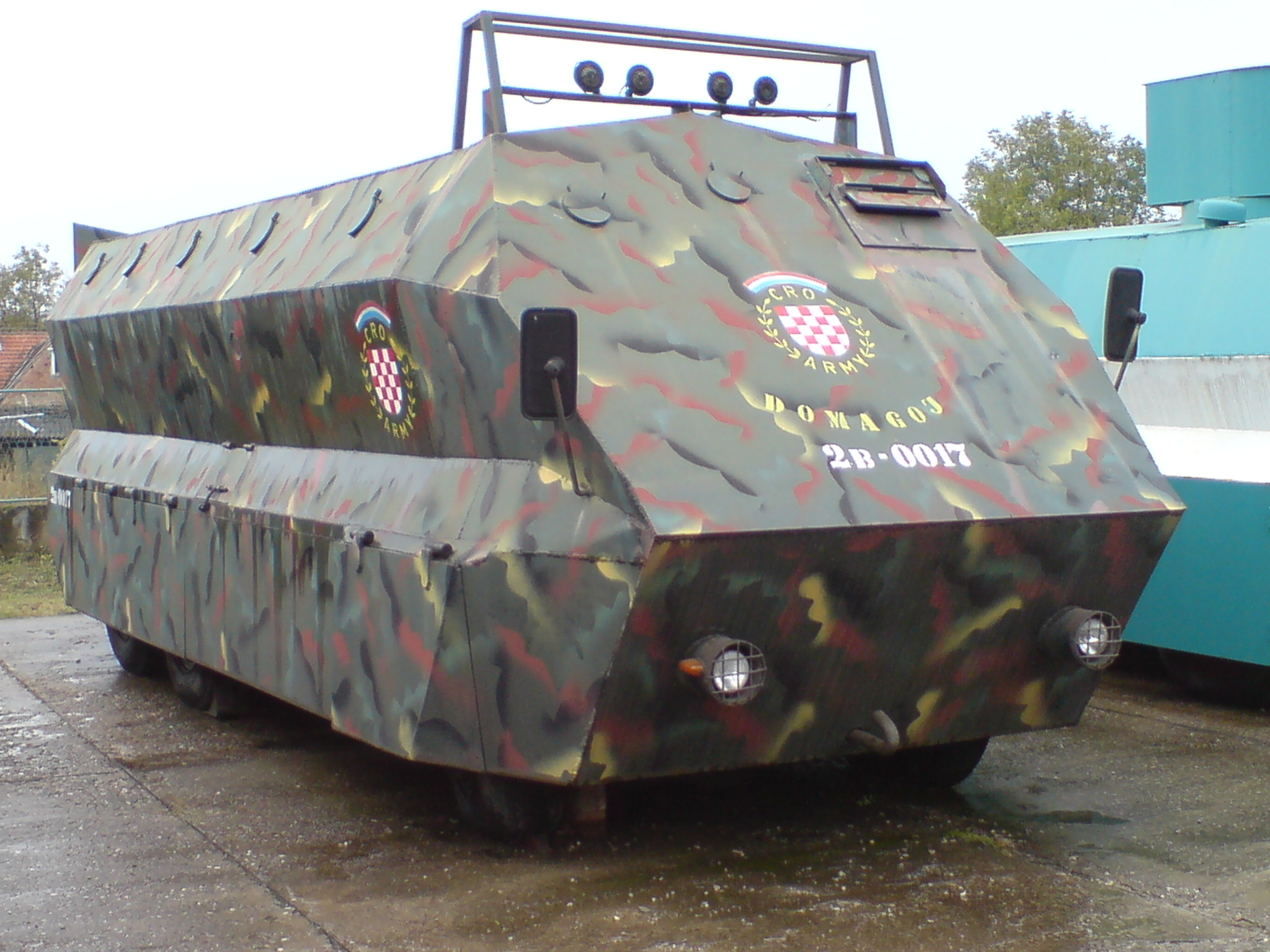
Chorvatské improvizované bojové vozidlo

Současně krajinská armáda pokračovala v obležení Bihaće spolu s armádou Republiky srbské z Bosny. Michael Williams, představitel mírových sil OSN, řekl, že když vesnice Vedro Polje západně od Bihaće koncem listopadu 1994 podlehla jednotce RSK, obléhání vstoupilo do závěrečné fáze. Dodal, že z RSK přichází těžká tanková a dělostřelecká palba proti městu Velika Kladuša na severu enklávy Bihać. Západní vojenští analytici uvedli, že mezi řadou srbských raketových systémů země-vzduch, které obklopovaly bihaćskou kapsu na chorvatském území, byl moderní systém SAM-2 pravděpodobně přivezený z Bělehradu. V reakci na situaci přijala Rada bezpečnosti rezoluci 958, která umožnila letounům NATO nasazeným v rámci operace Deny Flight operovat v Chorvatsku. 21. listopadu NATO zaútočilo na letiště Udbina ovládané RSK a dočasně vyřadilo přistávací dráhy. Po úderu na Udbinu pokračovalo NATO v úderech v oblasti a 23. listopadu poté, co byl průzkumný letoun NATO osvětlen radarem raketového systému země-vzduch (SAM), letouny NATO zaútočily na stanoviště SAM u Dvora protiradiačními střelami AGM-88 HARM.
V pozdějších kampaních chorvatská armáda uplatňovala variantu taktiky bleskové války, kdy gardové brigády prorážely nepřátelské linie, zatímco ostatní jednotky jednoduše držely linie na jiných místech a dokončily obklíčení nepřátelských jednotek. V dalším pokusu o posílení svých ozbrojených sil si Chorvatsko v září 1994 najalo Military Professional Resources Inc. (MPRI), aby vycvičilo některé ze svých důstojníků a poddůstojníků.[zdroj?] Od ledna 1995 se do úkolu MPRI zapojilo patnáct poradců, kteří vyučovali základní dovednosti vedení důstojníků a řízení výcviku. Aktivity MPRI byly předem přezkoumány ministerstvem zahraničí USA, aby bylo zajištěno, že nezahrnují taktický výcvik nebo neporušují stále platné zbrojní embargo OSN.

### 1995: Konec války
Napětí se vrátilo na začátku roku 1995, když se Chorvatsko snažilo vyvinout rostoucí tlak na RSK. V pětistránkovém dopise ze dne 12. ledna Franjo Tuđman formálně sdělil generálnímu tajemníkovi OSN Butrusi Butrus-Ghálímu, že Chorvatsko s účinností od 31. března končí s dohodou povolující umístění UNPROFOR v Chorvatsku. Tento krok byl údajně motivován akcemi Srbska a Svazové republiky Jugoslávie ovládané Srby s cílem poskytnout pomoc při srbské okupaci Chorvatska a údajně integrovat okupované oblasti do jugoslávského území. Situaci zaznamenalo a řešilo Valné shromáždění OSN:
| „                                                                                   | ... ohledně situace v Chorvatsku a přísně respektovat jeho územní celistvost a v tomto ohledu dochází k závěru, že jejich aktivity zaměřené na dosažení integrace okupovaných území Chorvatska do správních, vojenských, vzdělávacích, dopravních a komunikačních systémů Svazové republiky Jugoslávie (Srbska a Černé Hory) jsou nezákonné, neplatné a musí být okamžitě ukončeny | “ |
| — Rezoluce Valného shromáždění OSN 1994/43 týkající se okupovaných území Chorvatska | |   |

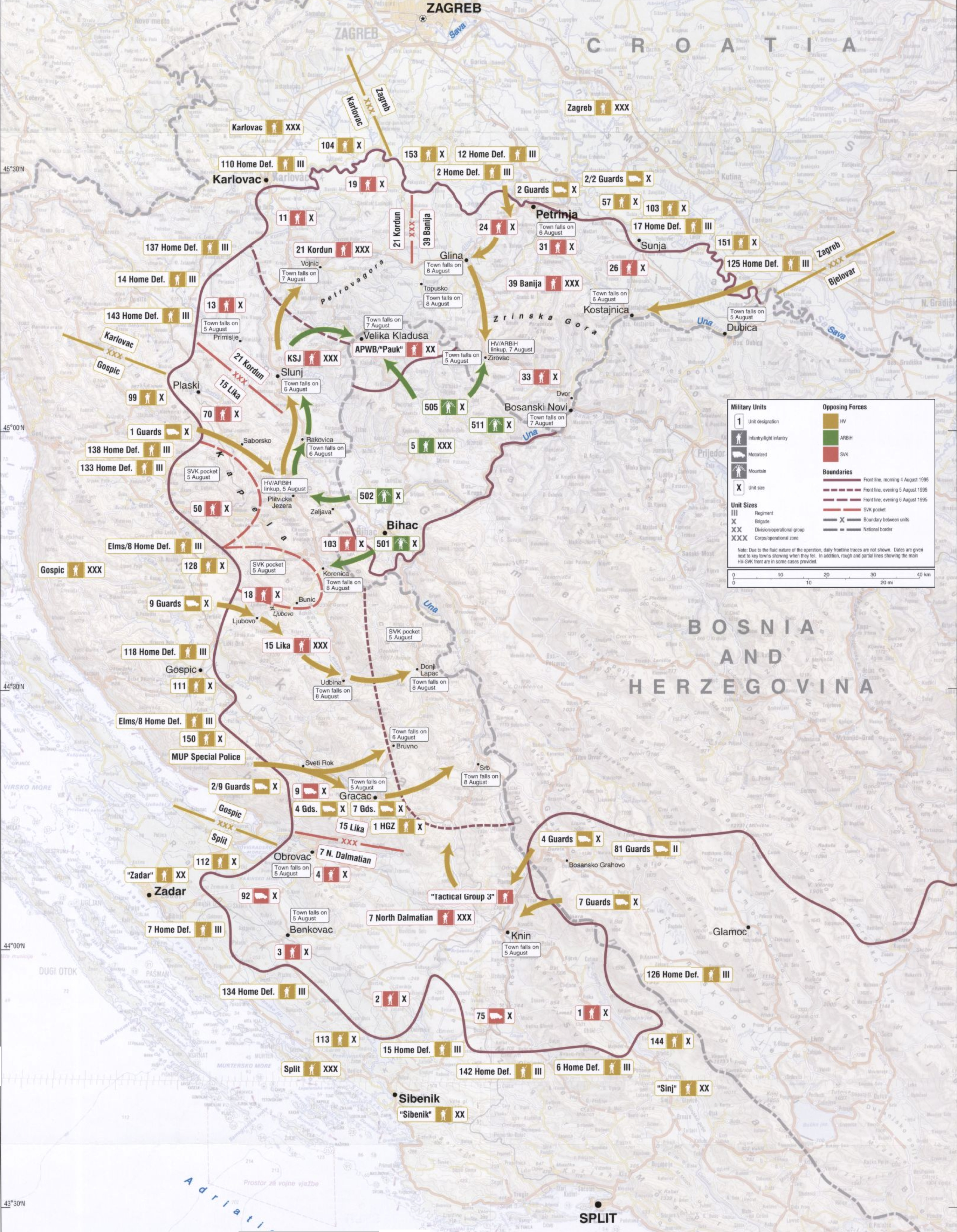
Mapa Operace Bouře

Mezinárodní mírotvorné úsilí pokračovalo a nový mírový plán nazvaný plán Z-4 byl předložen chorvatským a krajinským úřadům. Zpočátku chorvatská strana neměla žádnou odpověď a Srbové návrh rozhodně odmítli. Když se blížil konečný termín pro stažení UNPROFOR, byla navržena nová mírová mise OSN se zvýšeným mandátem hlídat mezinárodně uznávané chorvatské hranice. Zpočátku Srbové byli proti přesunu a tanky byly přesunuty ze Srbska do východního Chorvatska. Nakonec bylo dosaženo urovnání a nová mírová mise OSN byla 31. března schválena rezolucí Rady bezpečnosti OSN 981. Název mise byl předmětem sporu na poslední chvíli, protože chorvatský ministr zahraničí Mate Granić trval na tom, aby do názvu síly bylo přidáno slovo Chorvatsko. Byl schválen název Operace OSN na obnovu důvěry v Chorvatsku (UNCRO).
Násilí znovu propuklo na začátku května 1995. RSK ztratila podporu srbské vlády v Bělehradě, částečně v důsledku mezinárodního tlaku. Ve stejné době chorvatská operace Blesk získala zpět všechna dříve okupovaná území v Západní Slavonii. Jako odvetu zaútočily srbské síly na Záhřeb raketami, zabily 7 a zranily přes 200 civilistů. Jugoslávská armáda na ofenzivu odpověděla demonstrací síly přesunem tanků k chorvatským hranicím, ve zjevné snaze odvrátit případný útok na okupované území ve východní Slavonii.
Během následujících měsíců se mezinárodní úsilí týkalo převážně neúspěšných bezpečných oblastí OSN zřízených v Bosně a Hercegovině a pokusů o trvalejší příměří v Chorvatsku. Tyto dvě záležitosti se prakticky sloučily v červenci 1995, kdy byla obsazena řada bezpečných oblastí ve východní Bosně a Hercegovině a jedna v Bihaći byla ohrožena. Chorvatsko již v roce 1994 signalizovalo, že nedovolí, aby byl Bihać obsazen, a nová důvěra ve schopnost chorvatské armády znovu dobýt okupované oblasti vyvolala požadavek chorvatských úřadů, aby nebylo vyjednáváno žádné další příměří; okupovaná území by byla znovu začleněna do Chorvatska. Tento vývoj a Washingtonská dohoda, příměří podepsané na bosenském válčišti, vedly k dalšímu setkání prezidentů Chorvatska a Bosny a Hercegoviny dne 22. července, kdy byla přijata Splitská dohoda. Bosna a Hercegovina v něm vyzvala Chorvatsko, aby poskytlo vojenskou a další pomoc, zejména v oblasti Bihaće. Chorvatsko přijalo a zavázalo se k ozbrojené intervenci.

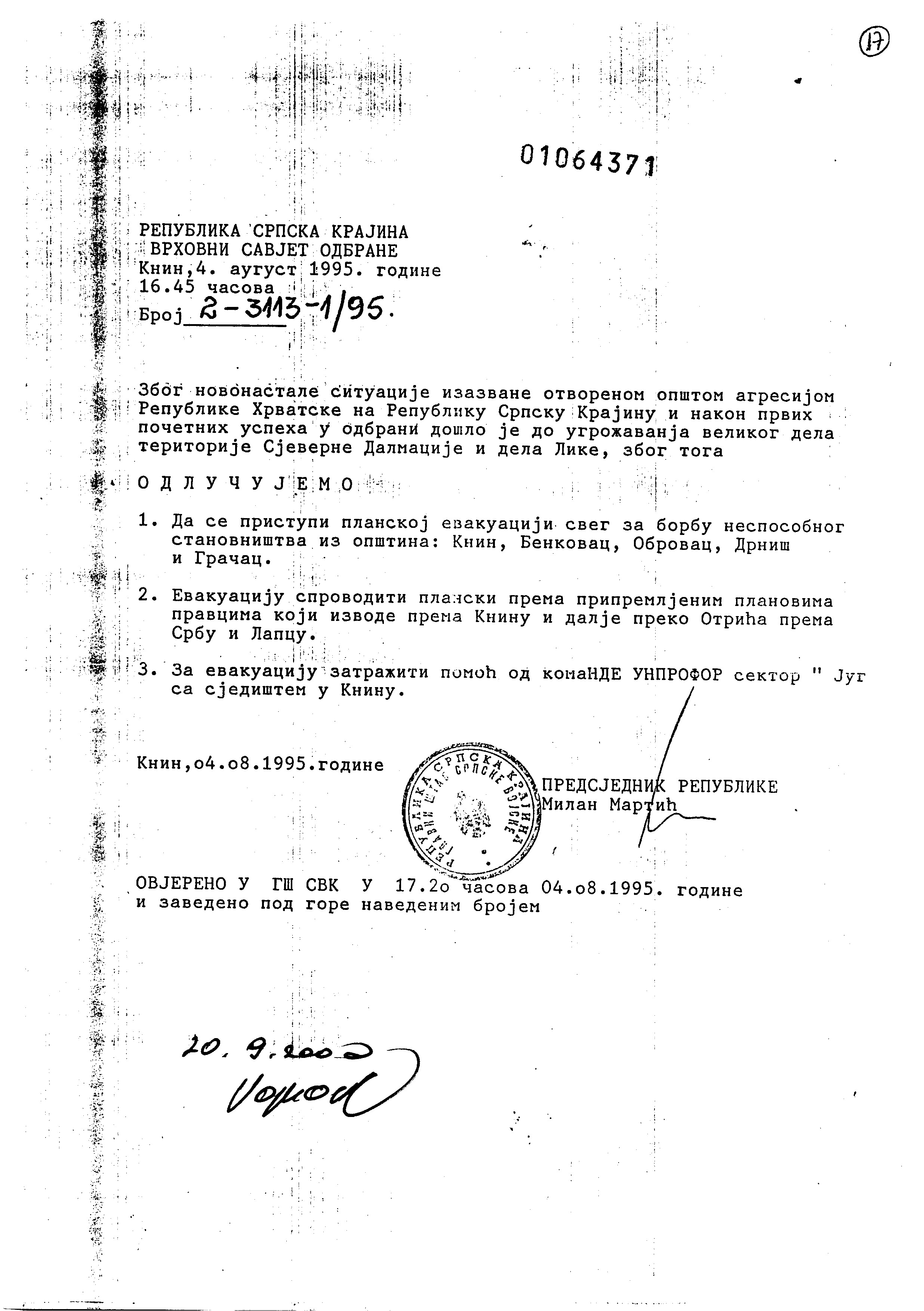
Dokument vydaný Nejvyšší radou obrany RSK dne 4. srpna 1995, nařizující evakuaci civilistů z jejího území

Od 25. do 30. července jednotky chorvatské armády a chorvatské rady obrany (HVO) zaútočily na území ovládané Srby severně od hory Dinara a během operace Léto 95 dobyly Bosansko Grahovo a Glamoč. Tato ofenzíva připravila cestu pro vojenské znovudobytí okupovaného území kolem Kninu, protože přerušila poslední účinnou zásobovací cestu mezi Banja Lukou a Kninem. 4. srpna zahájilo Chorvatsko operaci Bouře, jejímž cílem bylo dobýt zpět téměř celé okupované území v Chorvatsku, kromě poměrně malého pruhu země, který se nachází podél Dunaje, ve značné vzdálenosti od převážné části sporné země. Ofenzíva, do které se zapojilo 100 000 chorvatských vojáků, byla největší jednotlivou pozemní bitvou v Evropě od druhé světové války. Operace Bouře dosáhla svých cílů a 8. srpna byla prohlášena za dokončenou.
Chorvatská organizace pro lidská práva Hrvatski helsinški odbor napočítala 677 srbských civilistů zabitých chorvatskými silami po operaci Bouře, většinou starých lidí, kteří zůstali, zatímco ostatní srbští civilisté uprchli. Dalších 837 srbských civilistů je uvedeno jako nezvěstných po operaci Bouře. Jiné zdroje uvádějí, že 181 dalších obětí bylo zabito chorvatskými silami a pohřbeno v hromadném hrobě v Mrkonjić Gradu, po pokračování ofenzivy Operace Bouře do Bosny.
Mnoho civilního obyvatelstva okupovaných oblastí uprchlo během ofenzívy nebo bezprostředně po jejím skončení, což bylo později popsáno v různých termínech od vyhnání až po plánovanou evakuaci. Krajinské srbské zdroje (Dokumenty velitelství civilní ochrany RSK, Nejvyšší rady obrany vydané Kovačevićem, Sekulićem, a Vrceljem) říkají, že evakuace Srbů byla předem zorganizována a naplánována. Podle Amnesty International „asi 200 000 chorvatských Srbů, včetně celé chorvatské srbské armády, uprchlo do sousední Federativní republiky Jugoslávie a oblastí Bosny a Hercegoviny pod kontrolou bosenských Srbů. Po operacích příslušníci chorvatské armády a policie vraždili, mučili a násilně vyháněli chorvatské srbské civilisty, kteří zůstali v oblasti, jakož i členy ustupujících chorvatských srbských ozbrojených sil.“ ICTY na druhé straně dospěl k závěru, že bylo deportováno pouze asi 20 000 lidí. BBC zaznamenala v jednu chvíli 200 000 srbských uprchlíků. Chorvatským uprchlíkům vyhnaným v roce 1991 bylo konečně umožněno vrátit se do svých domovů. Jen v roce 1996 se podle odhadů Amerického výboru pro uprchlíky a přistěhovalce vrátilo do bývalé Krajiny a západní Slavonie asi 85 000 vysídlených Chorvatů.
V následujících měsících stále docházelo k občasným, hlavně dělostřeleckým, útokům z oblastí v Bosně a Hercegovině ovládaných Srby na oblast Dubrovníku a jinde. Zbývající Srby ovládaná oblast v Chorvatsku, ve východní Slavonii, byla konfrontována s možností vojenského střetu s Chorvatskem. Takovou možnost opakovaně vyslovil Tuđman po Bouři. Hrozbu podtrhoval přesun jednotek do regionu v polovině října a také opakování dřívější hrozby vojenskou intervencí – konkrétně bylo řečeno, že chorvatská armáda může zasáhnout, pokud nebude do konce měsíce dosaženo mírové dohody.

#### Reintegrace východní Slavonie
Další boj byl odvrácen 12. listopadu, kdy byla podepsána úřadujícím ministrem obrany RSK Milanem Milanovićem Erdutská dohoda na základě pokynů od Slobodana Miloševiće a představitelů Svazové republiky Jugoslávie. Dohoda uváděla, že zbývající okupovaná oblast má být vrácena Chorvatsku s dvouletým přechodným obdobím. Rezolucí Rady bezpečnosti OSN 1037 ze dne 15. ledna 1996 byla zřízena nová přechodná správa OSN jako Dočasná autorita Organizace spojených národů pro východní Slavonii, Baranju a Západní Srem (UNTAES). Smlouva také zaručuje právo na zřízení Společné rady obcí pro místní srbskou komunitu.
Přechodné období bylo následně prodlouženo o rok. Dne 15. ledna 1998 skončil mandát UNTAES a Chorvatsko znovu získalo nad oblastí plnou kontrolu. Jelikož mise UNCRO nahradila UNTAES, poloostrov Prevlaka, dříve pod kontrolou UNCRO, se dostal pod kontrolu mise pozorovatelů Organizace spojených národů v Prevlace (UNMOP). UNMOP byla zřízena rezolucí Rady bezpečnosti OSN 1038 ze dne 15. ledna 1996 a ukončena dne 15. prosince 2002.